# Psara tridentalis
Psara tridentalis là một loài bướm đêm trong họ Crambidae.